# Nolana salsoloides
Nolana salsoloides är en potatisväxtart som först beskrevs av John Lindley, och fick sitt nu gällande namn av Ivan Murray Johnston. Nolana salsoloides ingår i släktet cymbalblommor, och familjen potatisväxter. Inga underarter finns listade i Catalogue of Life.